# Sparx (Band)
Sparx ist eine US-amerikanische Musikgruppe mexikanischer Herkunft, die aus den vier Schwestern Verónica, Rosamaria, Kristyna und Carolina Sánchez Pohl besteht. Einige ihrer Musikprojekte entstanden in Zusammenarbeit mit ihrem Bruder Lorenzo Antonio. Sie alle wurden in Albuquerque, New Mexico, geboren und sind mexikanischer Abstammung.
Bei den meisten ihrer Lieder ist Verónica die Hauptsängerin. Gelegentlich übernehmen aber auch Kristyna und Carolina diesen Part.
Mit ihren vorwiegend in Spanisch gesungenen Liedern, für die sie mit mehreren Preisen ausgezeichnet wurden, haben sie dazu beigetragen, den Hispanics einen gewissen Stolz auf ihre Herkunft zu vermitteln, während im Gegensatz dazu die Massenmedien in den Vereinigten Staaten dazu neigen, die hispanischen Künstler zu marginalisieren.

## Diskografie (Alben)
- Hay Un Tonto Más (1991)
- Con Mariachi (1993)
- Mándame Flores (1995)
- Tiene Que Ser Amor (1995)
- Cantan Corridos (1996; mit Lorenzo Antonio)
- Cantan Corridos, Vol. 2 (1998; mit Lorenzo Antonio)
- Navidad (1999)
- No Hay Otro Amor (2000)
- 15 Kilates Musicales (2001)
- Para Las Madrecitas (2001; mit Lorenzo Antonio)
- Con Mariachi, Vol. 2 (2001)
- Lo Dice Mi Corazon (2003)
- Caminos Del Amor (2004)
- Con Mucho Amor (2006)
- Corridos Famosos (2007)
- ¡Fiesta! (mit Lorenzo Antonio)
- ¡A Bailar! (mit Lorenzo Antonio)
- Powers Of Two
- Juntas Otra Vez
- Corridos Famosos, Vol. 2